# Ussa (Tom)
Die Ussa (russisch Уса) ist ein rechter Nebenfluss der Tom in der russischen Oblast Kemerowo.

## Flusslauf
Die Ussa entspringt im Kusnezker Alatau. Sie fließt anfangs in westlicher Richtung, wendet sich dann aber nach Süden, dann nach Westen und schließlich wieder nach Süden. Sie erreicht nach 179 km die Stadt Meschduretschensk, wo sie in die Tom mündet.

## Hydrologie und Einzugsgebiet
Die Ussa entwässert ein Areal von 3610 km². Ihr mittlerer Abfluss (MQ) beträgt 146 m³/s. Sie wird hauptsächlich von der Schneeschmelze gespeist. Zwischen November / Mitte Dezember und Ende April / Anfang Mai ist der Fluss eisbedeckt. Im Einzugsgebiet der Ussa befinden sich Kohlevorkommen.